# Mark Ashley
Mark Ashley (* 6. Juli 1973 in Apolda) ist ein deutscher Popsänger.

## Werdegang
Mark Ashley (der Name ist ein Künstlername) schloss eine Lehre als Konditor ab.
1991 trat Mark Ashley beim DFF in der Talentbude auf, 1999 auf Pro7 bei Andreas Türck. Mit der Debütsingle Dream of Great Emotion schaffte es der Sänger in den nationalen deutschen Airplay-Charts bis auf Platz 9 und in den BVD-Charts auf Platz 19. Mit der Plattenfirma ZYX, Label Dance Street, nahm Mark Ashley weitere Singles und Alben auf.
Das Album The Fans of Modern Talking baute Mark Ashleys Nähe zu diesen aus und war, nach eigenen Angaben, als Hommage gedacht.
2011 trat Mark Ashley in der RTL-Show Das Supertalent auf, wo er die Jury mit Modern-Talking-Interpretationen überzeugte. Im Halbfinale wurde er von den Zuschauern ins Finale gewählt. In diesem erhielt er 6,60 % der abgegebenen Stimmen und belegte damit Platz 6.

### Produzenten
Steffen Ehrhardt (Music 4 You), Ferdinand Förster (Relax, Fux, Ex-Co-Produzent von Bap), Andreas Hötter (Orcas Studios Dortmund), Mario Schleicher, Junior Deros & Ray Frederico (Chart Beat Studios Düsseldorf), Marcus Duppach, Systems in Blue, Luis Rodriguez (Team 33), Alexander Beyer und Ronny Jentzsch (Luca Records), Tony Hendrik (Bad Boyes Blue, Haddaway), Sebastian Simmerich

## Diskografie
| - 2000: My Hitcollection (Dance Street) - 2002: It’s Just the Way (Dance Street) - 2005: Luckystar (Music Sternchen) - 2005: The Fans of Modern Talking (feat. T. M.-Joy; Dance Street) - 2006: Give Me a Chance (Team 33/Music Sternchen) - 2008: Heartbreak Boulevard (produziert von Systems in Blue; Spectre) - 2010: Play the Music (Music Sternchen) - 2011: Play the Music (Brasilien Edition)(Music Sternchen) - 2011: Tango in the Night (Music Sternchen) - 2017: I Will Not Forget You (Music Sternchen) - 2019: Like an Angel (Maxi Music) - 2019: Spring Dance Power (Music Sternchen) |

### Kompilationen
- 2007: Greatest Hits
- 2007: Golden Hits (12 mp3-Files, nur Download)
- 2013: Greatest Hits II (16 mp3-Files, nur Download)
- 2013: Weihnachten mit Mark Ashley (10 mp3-Files, nur Download)
- 2018: 20 Jahre (20 mp3-Files, nur Download)
- 2018: Dance Power (6 mp3-Files, nur Download)
- 2018: We wish you a Merry Christmas (3 mp3-Files, nur Download)|}
- 2019: MA (4 mp3-Files, nur Download)
- 2019: Baby Stop (6 mp3-Files, Baby Blue + Stop in the name of Love, nur Download)
- 2020: Lady Love (Modern Remixe von Oh Lady und You´re my Love inkl. instrumental und Acapella, nur Download)
- 2020: Sound of Dreams (7 spezielle Versionen, wobei 6 noch nicht veröffentlicht wurden, inkl. der neu gemixten Maxi von Oh Lady, nur Download)
- 2020: Greatest Hits 3 (23 mp3-Files, nur Download. Es handelt sich um Zusammenstellung seit der letzten Greatest Hits 2)
- 2021: M T (12 mp3-Files, nur Download, Tribute to Modern Talking)
- 2021: The Beginning (21 mp3-Files, nur Download, seltene Titel aus den Anfangszeiten bis 2005)
- 2021: Not Forget (21 mp3-Files, nur Download, seltene Titel)
- 2022: German (6 Titel, nur Download, alle deutschen Titel)

### Singles
- 1998: Dream of Great Emotion
- 1999: Mareen
- 1999: Love Is Like the Sea
- 2000: On a Sunday
- 2000: Lover Why
- 2001: You Are the One
- 2001: Love Is Stronger
- 2002: The Fans of Modern Talking
- 2003: When I See Angels Cry
- 2004: I’ll Be There for You Tonight
- 2005: If You Love Me
- 2006: Give a Sweet Little Love (feat. Systems in Blue)
- 2006: Give Me a Chance (2×)
- 2008: Jeannie Moviestar (Fan-CD)
- 2010: It’s All Over (Juan Martinez pres. Mark Ashley)
- 2011: Cinderella’s Heart (Juan Martinez pres. Mark Ashley)
- 2012: Just We Two (Mona Lisa)
- 2012: Faust feat. Mark Ashley (I Wanna Live, Happy Children, Happy Children XL)
(Label Respect Music)
- 2015: Baby Blue
- 2016: I Will Not Forget You
- 2018: I Feel Good (produziert extra für die Tour in Südamerika 2018)
- 2018: Mareen (Reloaded)
- 2018: Hot Like Fire (Juan Martinez Remix)
- 2018: Last Christmas
- 2018: Cheri Cheri Lady
- 2019: Like an Angel
- 2019: You´re A Woman
- 2019: You´re the One
- 2020: Loving Tonight 2020 (12 Titel inkl. Radioversion, Maxi und 2 Modernen Versionen)
- 2021: Drive Me Home to Heaven (12 Titel inkl. Radioversion, Maxi, Instrumental und Karaoke)
- 2021: Wenn die Alpenrosen blü´n (4 Titel inkl. Heimatmix, Modernmix und Acapella und dem Titel Jeden Tag)

- 2023 Cool as Ice (2 Titel inkl.

Radio Version und Acapella Version)

### Coverversionen
- Lover Why (Century)
- Das Rennsteiglied (nie veröffentlicht, nur im Rahmen eines Aprilscherzes des MDR produziert) (Herbert Roth)
- Touch by Touch (Joy)
- Modern Talking Mix (Modern Talking)
- Words (F.R. David)
- Flames of Love (Fancy)
- Just We Two (Modern Talking)
- Brother Louie (Modern Talking)
- Cheri Cheri Lady (Modern Talking)
- You´re my Heart, You´re my Soul (Modern Talking)
- You can Win if you Want (Modern Talking)
- Last Christmas (Wham, nur in Youtube zu finden. Produziert von Maxi Music)

## Offizielle Musikvideos
- 2010: One World, One Race
- 2011: Touch by Touch
- 2017: I will not forget You
- 2018: I Feel Good
- 2018: Mark Ashley feat. J.K. Du Dramont - You´re my Heart, You´re my Soul
- 2018: Mark Ashley feat. J.K. Du Dramont - Words 2018
- 2019: Sayonara Means Goodbye
- 2019: One World, One Race (New Video)
- 2020: Tragedy of Love
- 2020: Face on the Wall
- 2020: It´s Christmas Time

## Belege
1. ↑  Chartquellen: AT
2. ↑  musikerNetz.cc – Mark Ashleys Profil (Memento vom 24. September 2011 im Internet Archive), abgerufen am 10. Mai 2024.
3. ↑  Mark Ashley Auftritt bei Das Supertalent (Ausstrahlung am 17. September 2011)
4. ↑  http://www.rtl.de/cms/sendungen/das-supertalent/die-shows/das-supertalent-2011-modern-talking-fan-mark-ashley-bekommt-drei-ja-stimmen-1a32b-9d36-25-871089.html

| Personendaten    | Personendaten       |
| ---------------- | ------------------- |
| NAME             | Ashley, Mark        |
| KURZBESCHREIBUNG | deutscher Popsänger |
| GEBURTSDATUM     | 6. Juli 1973        |
| GEBURTSORT       | Apolda, DDR         |